# 마누아 제도

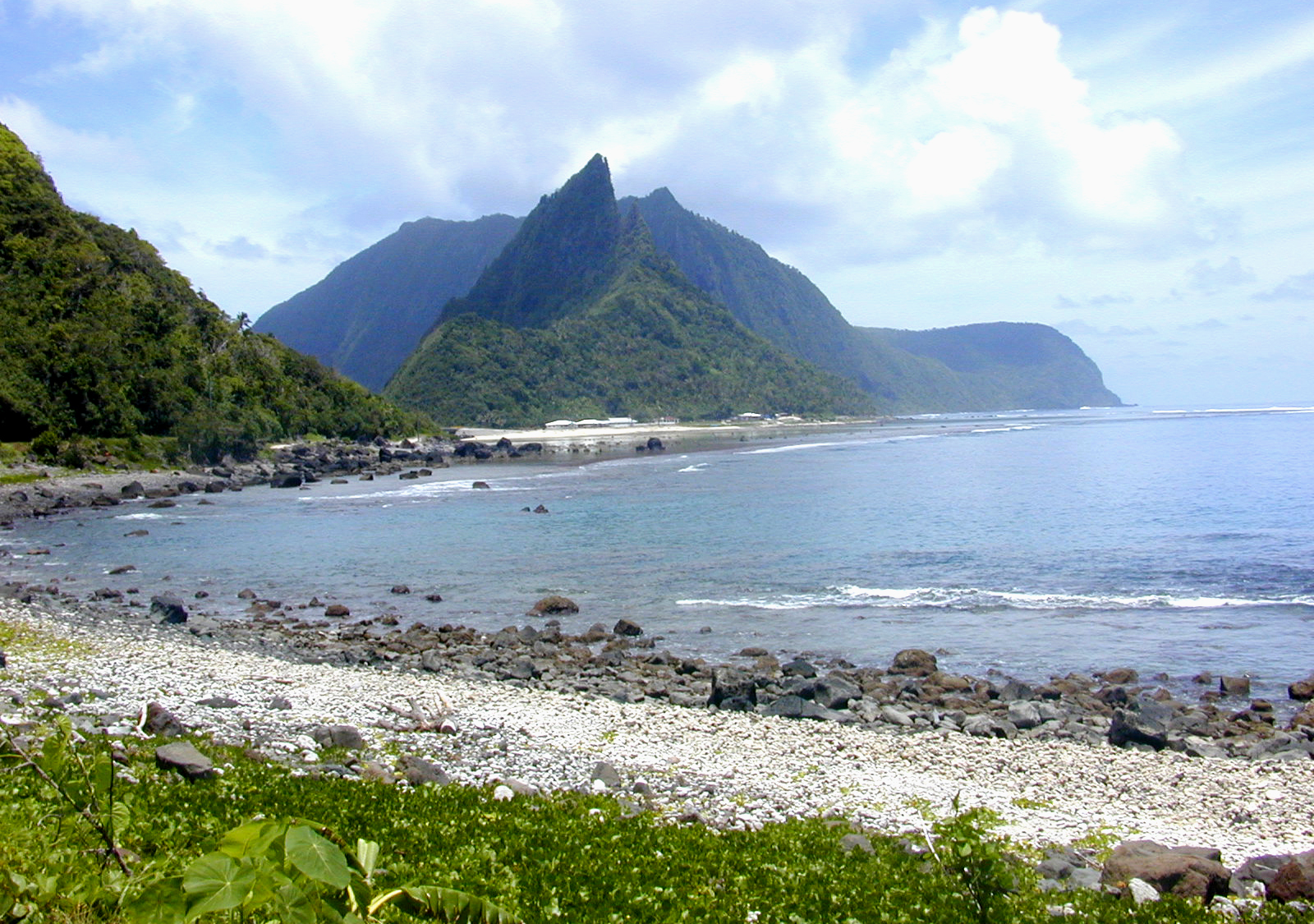
실리 마을에서 본 오푸-올로세가섬.

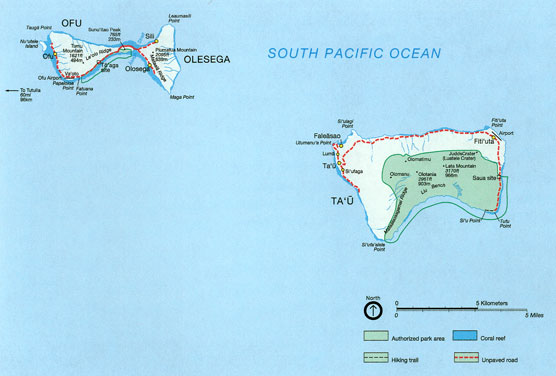
마누아제도의 지도

마누아제도(Manuʻa Islands, Manuʻa tele)는 사모아 제도에 위치하며 3개의 섬으로 구성되어 있다: 타우섬, 오푸섬, 올로세가섬. 뒤의 두 섬은 현재 해협을 경유하는 다리로 연결되어 있다. 이 섬들은 투투일라섬으로부터 동쪽으로 110킬로미터 지점에 위치하며 미국의 해외 영토인 아메리칸사모아의 일부이다. 이들을 모두 합친 면적은 56제곱 킬로미터이며 총 인구 수는 1,400명이다. 타우섬은 이 섬들 가운데 가장 큰 섬으로, 면적은 44제곱킬로미터에 달하며 마누아제도에서 가장 높은 곳은 931미터이다.